# 锅伙 (秦皇岛)
锅伙，位于河北省秦皇岛市海港区秦皇岛港务局煤场院内，是秦皇岛市文物保护单位。

## 简介
1917年，开滦矿务局在煤厂始建“锅伙”，1940年全部建成，可容纳6000名单身装卸工。中华人民共和国成立前，“锅伙”是封建把头管理码头工人的组织形式。这些石墙、炉渣石灰顶的锅伙房是秦皇岛港现存最古老也最简陋的住宅，保存情况一般。
2004年，锅伙被秦皇岛市人民政府公布为第三批秦皇岛市文物保护单位。